# Wędkarstwo

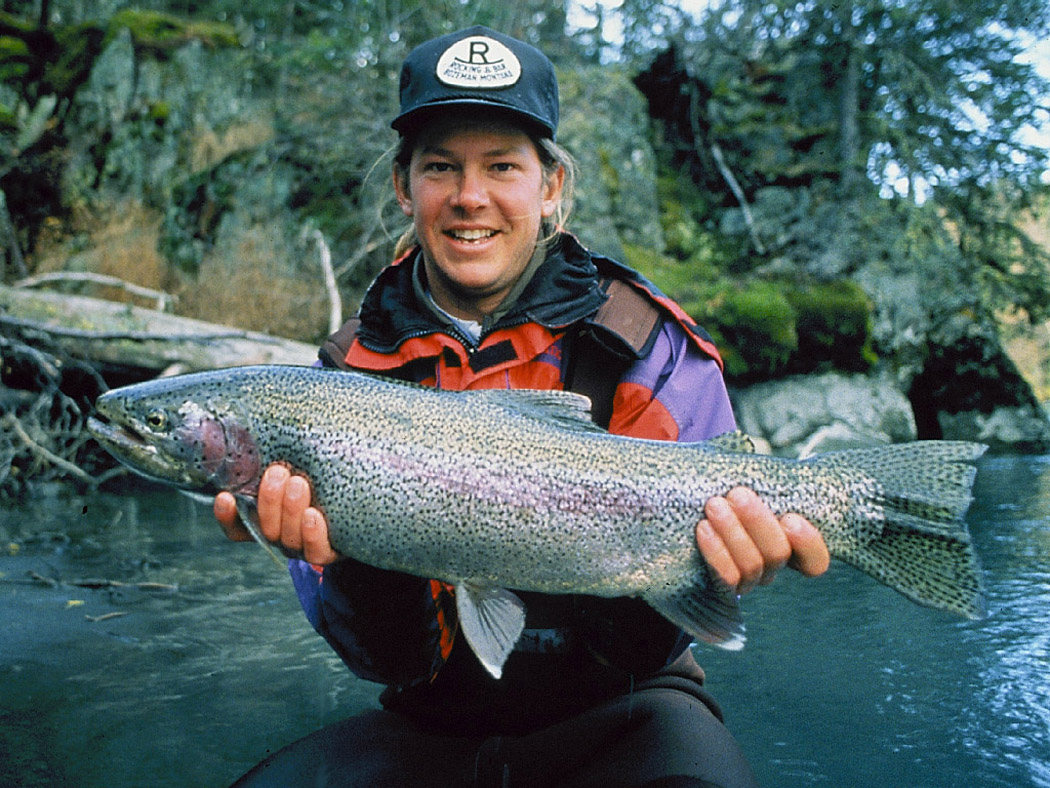
Pstrąg tęczowy Oncorhynchus mykiss

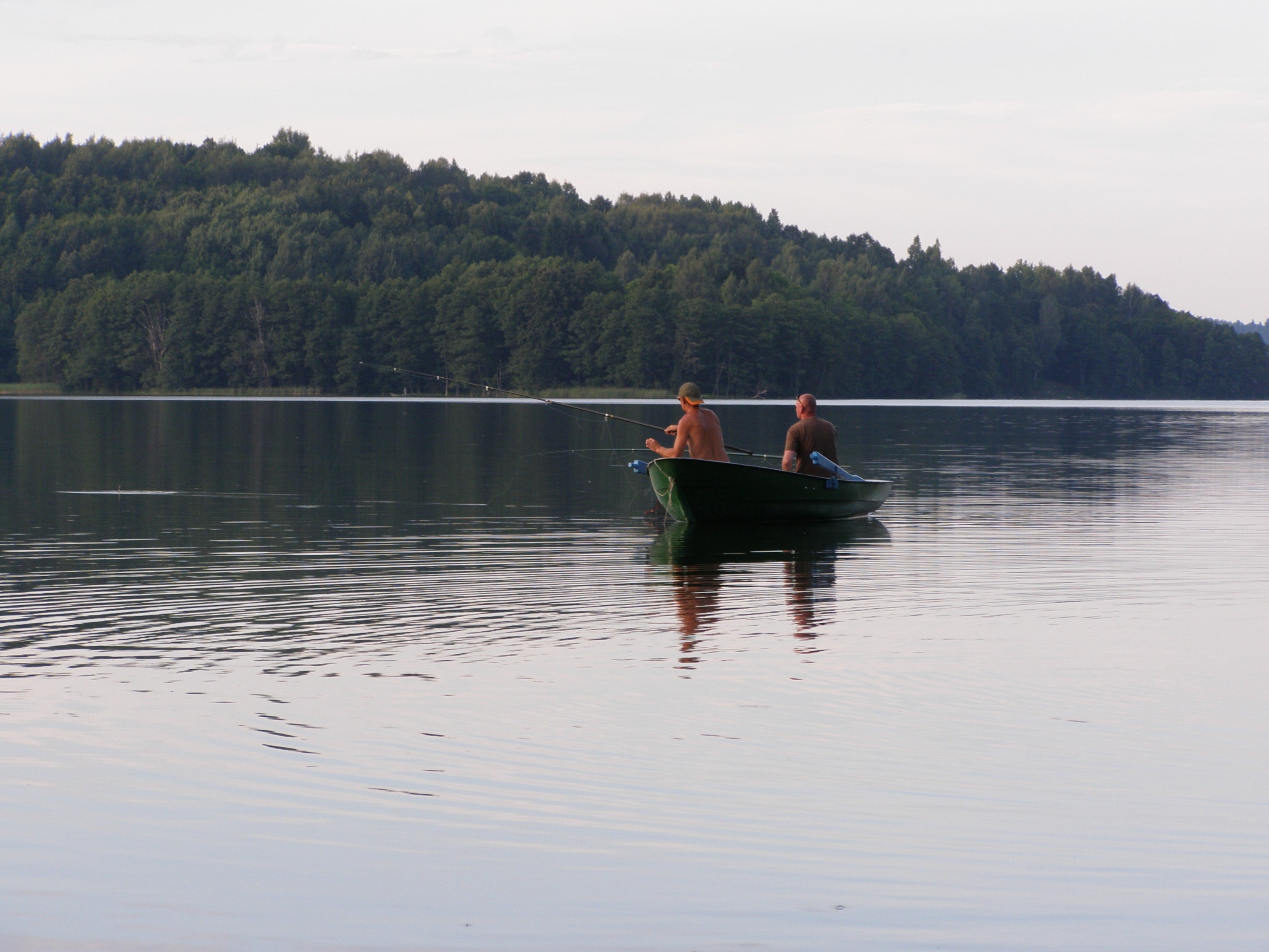
Na jeziorze Hańcza

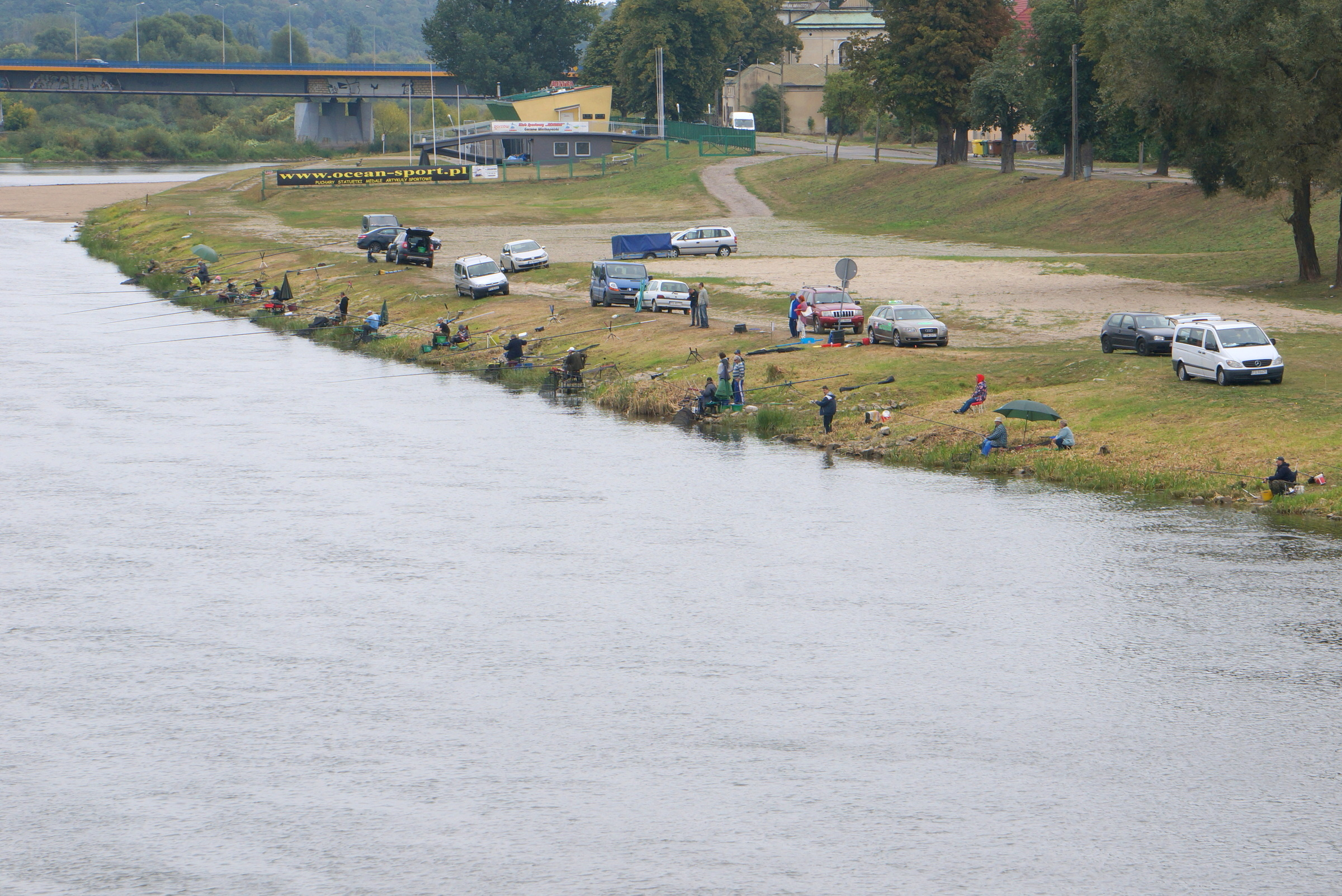
Nad Wartą

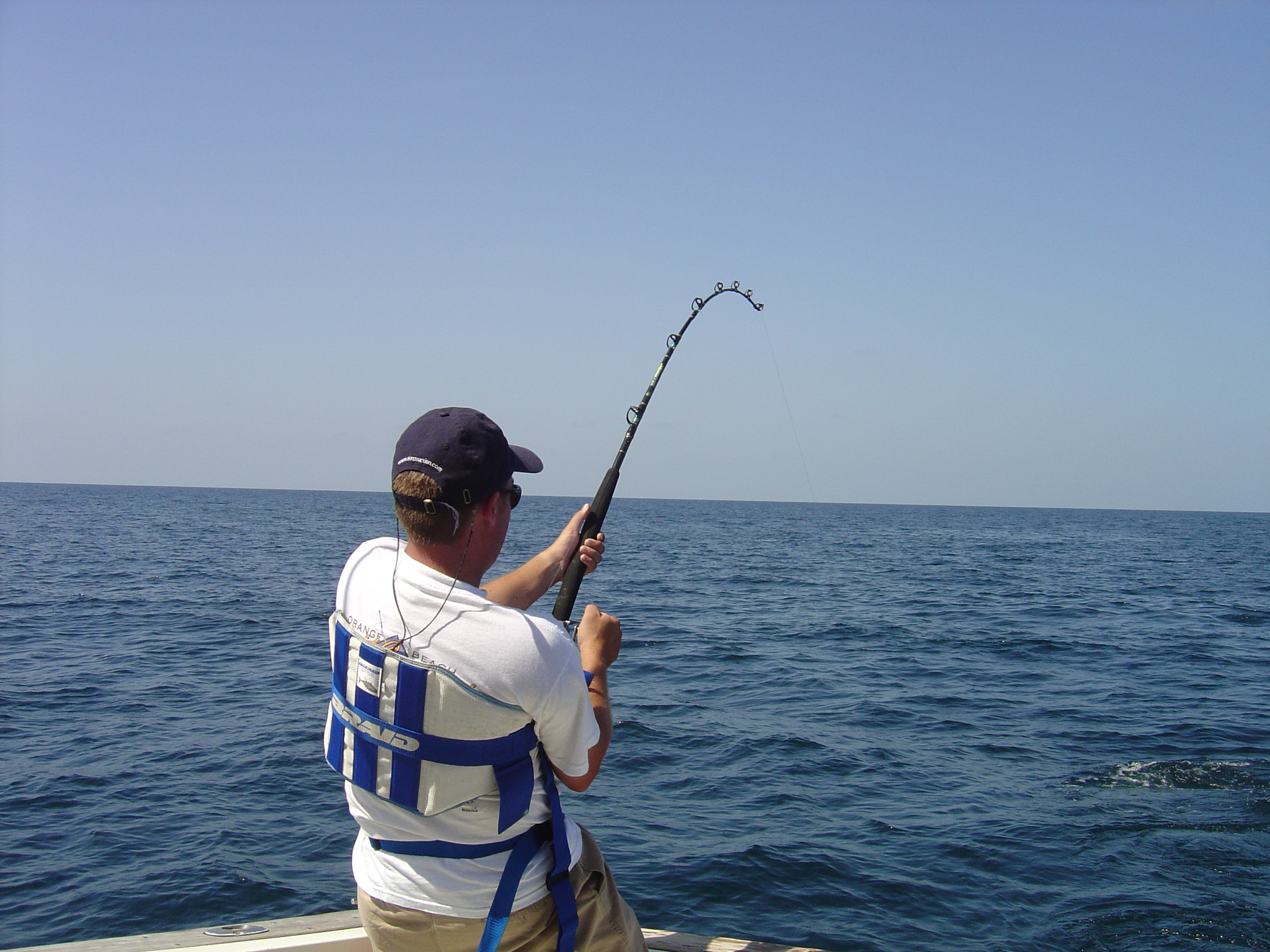
Wędkarstwo morskie

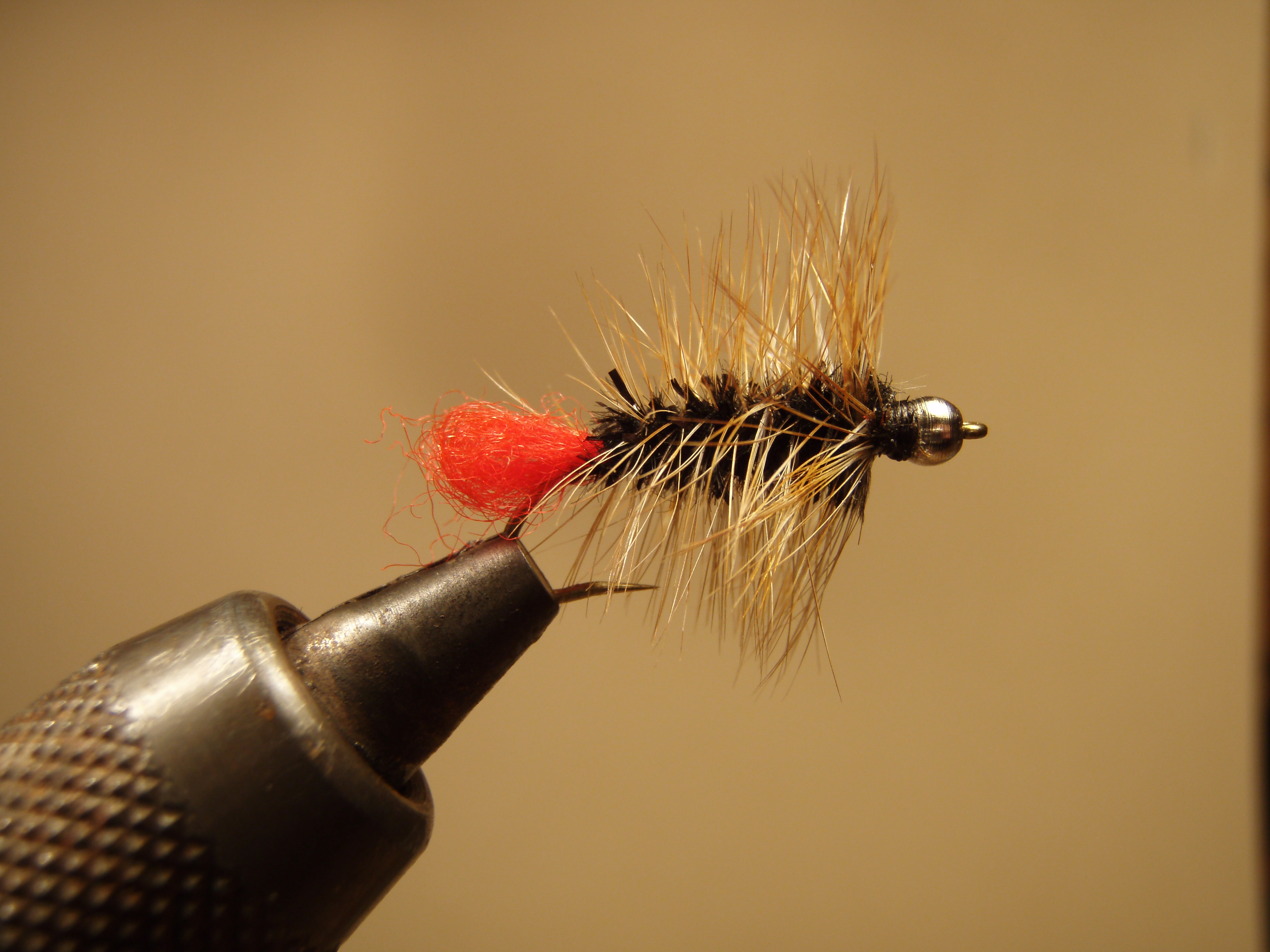
Mucha wędkarska

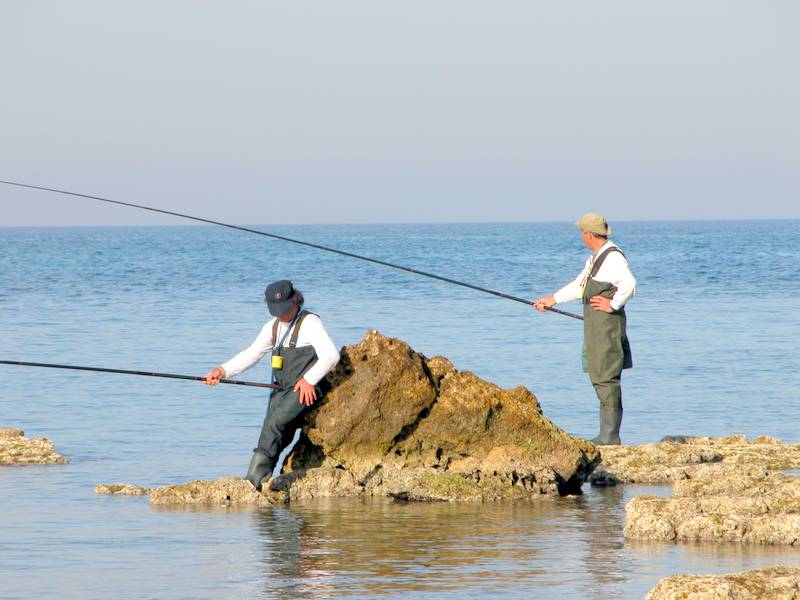
Wędkarstwo w Izraelu.

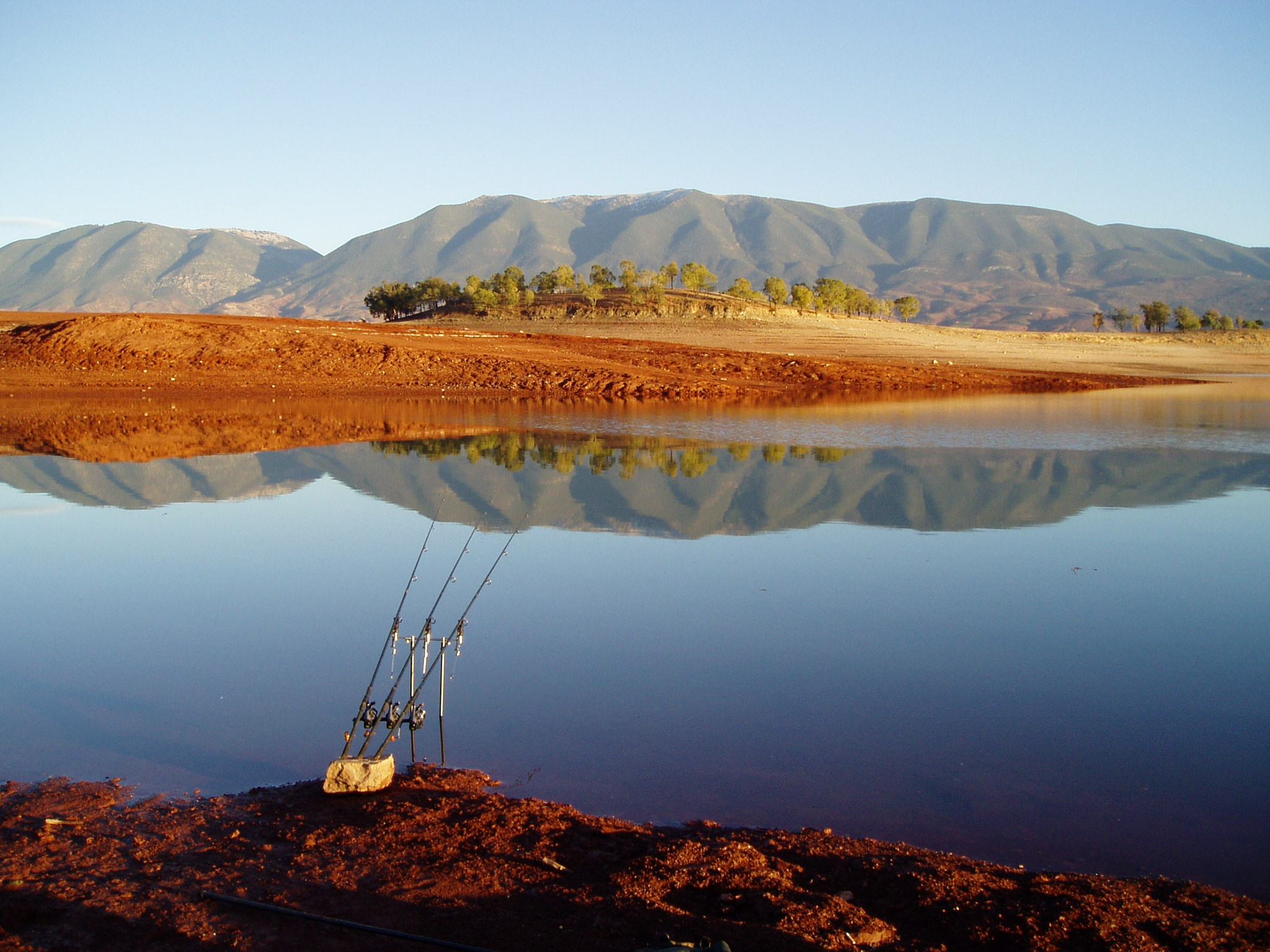
Wędkarstwo w jezioro Bin el Ouidane (Maroko)

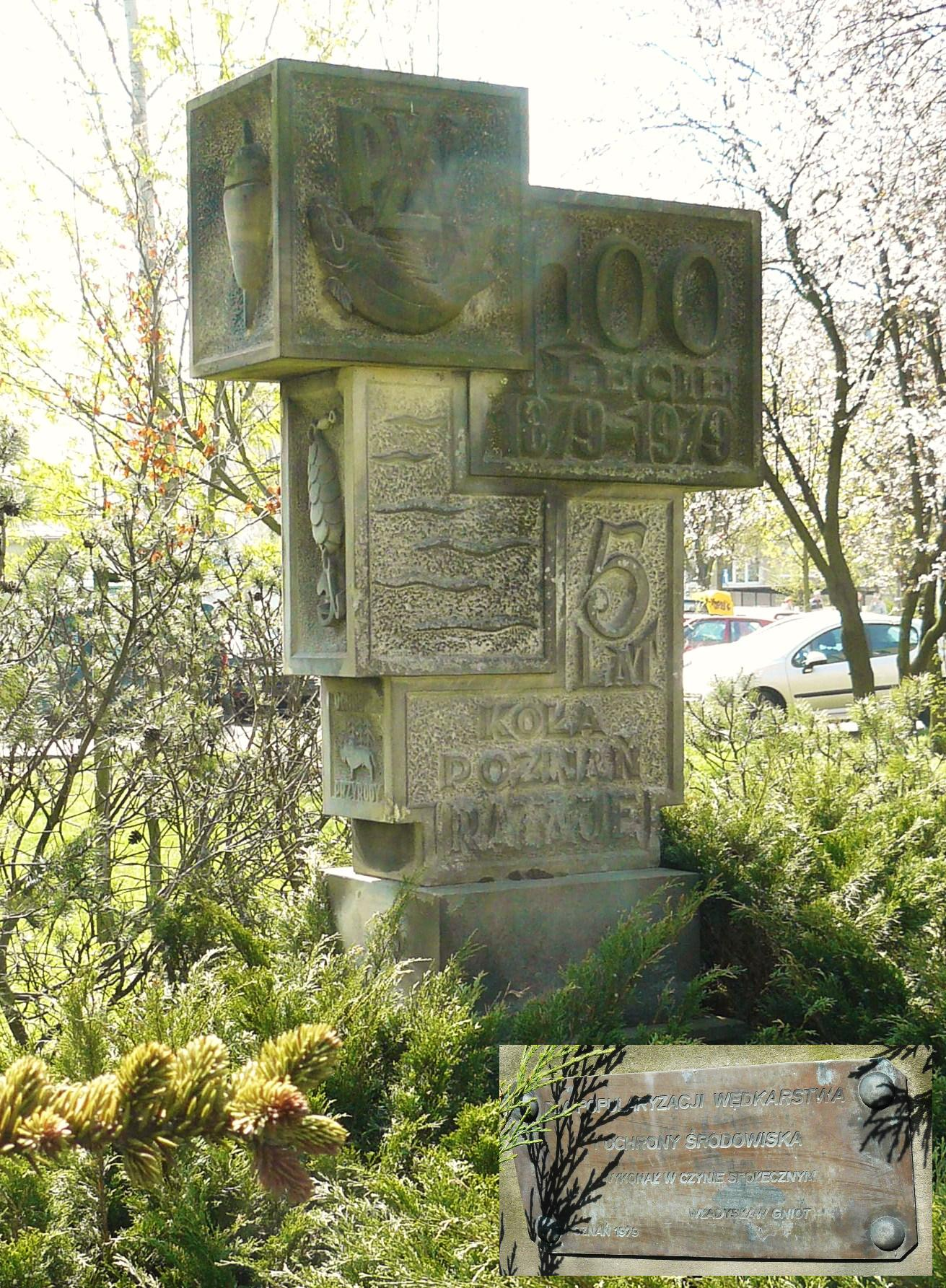
Pomnik stulecia Polskiego Związku Wędkarskiego w Poznaniu

Wędkarstwo – rodzaj hobby, zajęcia rekreacyjnego i sportu, polegający na łowieniu ryb na wędkę.
Wyróżnia się sześć rodzajów wędkarstwa – w każdym z nich używa się innej, odpowiedniej metody wędkowania i przystosowanej do wybranej techniki łowienia wędki:
- wędkarstwo morskie,
- wędkarstwo muchowe,
- wędkarstwo podlodowe,
- wędkarstwo spinningowe,
- wędkarstwo spławikowo-gruntowe,
- trolling.

W niektórych krajach wędkarz powinien posługiwać się sprzętem o określonych parametrach oraz posiadać licencję (w Polsce jest to karta wędkarska).
Karta wędkarska jest potrzebna, aby uprawiać ustawowo dozwolony dla wszystkich obywateli amatorski połów ryb na wodach publicznych RP.
Dodatkowo dla wód znajdujących się w obwodach rybackich należy posiadać zezwolenie uprawnionego do rybactwa.
Wędkarstwo mogą uprawiać osoby w każdym wieku. Od 14 roku życia można zapisać się do Polskiego Związku Wędkarskiego (PZW), który powstał w 1950 r. Jest to organizacja nadzorująca działania wszystkich kół wędkarskich PZW istniejących w większości dużych i średnich miejscowości. Na terenie RP istnieje wiele instytucji i kół wędkarskich niepodlegających PZW.

## Metody i techniki wędkowania
Należy wyraźnie odróżniać definicję metody od techniki wędkowania. Przez wiele lat, a właściwie do dzisiaj, obydwa te pojęcia są w potocznym języku wędkarzy mylone i stosowane zamiennie.
Dopiero po 1989 r. większe otwarcie na światową literaturę wędkarską (w której profesjonalna nomenklatura tematu była już ukształtowana) oraz nastanie wolności wydawniczej spowodowały ogromne, w stosunku do poprzednich lat, zwiększenie nakładów i tytułów wydawnictw wędkarskich, nie tylko ogólnoteoretycznych, ale także wszelkiego rodzaju monografii i pozycji zajmujących się wieloma szczegółowymi aspektami wędkarstwa. Na tej podstawie ujednoliciły się pojęcia i definicje dotyczące teorii wędkowania. Ustaliły się pewne istotne reguły w tym zakresie (chociaż wciąż w części literatury terminy te są stosowane zamiennie).

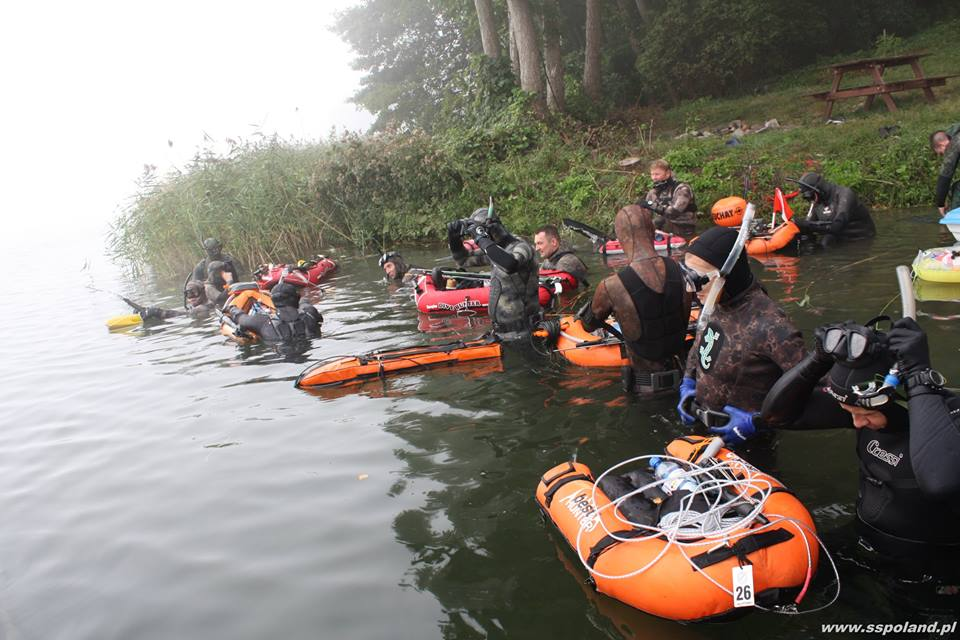
Zawody łowiectwa podwodnego

### Metody wędkowania
Metodą wędkowania nazywa się taki sposób łowienia ryb na wędkę, który w zakresie sprzętu i sposobów jego użycia, bardzo znacząco odbiega od innych stosowanych w połowach niekomercyjnych. Istnieje więc metoda spinningowa, muchowa oraz spławikowo-gruntowa. Wędkarstwo zimowe, a raczej podlodowe, stanowi poniekąd minisyntezę wędkarstwa spławikowego i spinningowego, ale ze względu na warunki wędkowania, zminiaturyzowany sprzęt oraz stosowane przemiennie przynęty naturalne i sztuczne, a nawet łączenie tych przynęt, predestynuje wędkarstwo podlodowe do uznania za odrębną metodę wędkowania. Ostatnio władze wędkarskie zaakceptowały jeszcze jedną, na Zachodzie od dawna stosowaną, metodę trollingową, u nas jeszcze mało dostępną i nierozpowszechnioną. Również coraz popularniejsze ostatnio wędkarstwo morskie, z użyciem morskich jednostek pływających, łączące metodę spinningową, polegającą w zasadzie na trollingu (związanego z ruchem jednostki pływającej) z metodą gruntową w czasie wyłączenia napędu jednostki na łowisku, z uwagi na bardzo wysokie wymagania sprzętowe: nadzwyczaj wytrzymałe wędzisko, zbudowane nieraz z najwyższej klasy komponentów używanych w lotnictwie, z mocnymi przelotkami, odpornymi na korozję i ścieranie; linki o najwyższych parametrach wytrzymałościowych; duży, odporny na wodę morską i rdzewienie kołowrotek z wytrzymałymi przekładniami, z bardzo pojemną szpulą, mieszczącą nawet kilkaset metrów grubej linki; pasa biodrowego z gniazdem na dolnik wędziska i z zaczepami bezpieczeństwa zapinanymi do relingu stanowiska w czasie holowania dużej ryby – uznawane jest obecnie za odrębną metodę wędkowania.
- Metoda spinningowa polega na wędkowaniu bardzo aktywnym – oznacza to, że to wędkarz szuka ryby, głównie drapieżnej, a nie czeka, aż ona, wędrując za pokarmem, napłynie na stanowisko łowiącego. Spinningista poszukuje stanowisk ryb przede wszystkim na trasie jej wędrówek za żerem, w miejscach przewidywanych zasadzek na drobnicę będącą jej pokarmem, wreszcie w miejscach, gdzie znajdują się dogodne rybie kryjówki i miejsca odpoczynku nocnego lub zimowego. Również sprzęt używany do łowienia ryb metodą spinningową różni się znacznie od sprzętu do łowienia innymi metodami. Wędziska w zasadzie są krótsze, ale budowane są (jak i inne) w kilku lub nawet kilkunastu modelach, w zależności od tego czy łowi się z brzegu (wędziska dłuższe), czy z łodzi (w. krótsze), jaki gatunek ryb się łowi, czy spodziewa się brania okazowych, czy też mniejszych sztuk, od głębokości wody, charakteru łowiska (np. czyste lub zarośnięte, wzgl. pełne zawad) i wreszcie od rodzaju przynęty sztucznej. Kołowrotki spinningowe, które w zasadzie bezustannie pracują, muszą być wykonane z bardzo trwałych materiałów, odpornych na korozję, a ich części tak zaprojektowane, aby siły na nie działające (a są one poważne, liczone nawet w dziesiątkach kg) nie spowodowały szybkiego zniszczenia lub zużycia części zwłaszcza współpracujących ze sobą. Muszą one mieć wyjątkowo dokładnie działające i łatwe do bieżącego regulowania hamulce, kabłąki idealnie układające linkę oraz dobrze wyprofilowaną do wielosettysięcznych rzutów trwałą szpulę, nie mówiąc już o łożyskach i przekładniach. Linki do spinningu też mają specjalne cechy ułatwiające łowienie, właśnie tą metodą. Muszą to być wysokiej klasy żyłki syntetyczne lub plecionki.

- Podobnie jest z metodą muchową. Połów ryb na muchę wymaga również specjalistycznego sprzętu: odrębnie budowanych wędzisk, o innych parametrach, np. innym rozłożeniu wytrzymałości blanku, ugięcia i akcji; całkiem innych kołowrotków i całkiem innej konstrukcji linki, pełniącej dodatkowo rolę obciążenia, które przy metodzie spinningowej spełnia przynęta, znacznie cięższa od delikatnej, leciutkiej imitacji muchy, której, zresztą zgodnie z przepisami, nie wolno dodatkowo obciążać. W metodzie muchowej stosuje się o wiele więcej zróżnicowanych przynęt. Podstawowych rodzajów imitacji much i owadów jest kilkanaście, ale wzorów używanych przez wędkarzy nawet kilka tysięcy, różniących się zauważalnie.

- Metoda spławikowo-gruntowa różni się od spinningu właściwie wszystkim – obecnością sygnalizatora brań, jakim może być spławik, dzwonek, swingtip itp. oraz w zależności od techniki wędkowania – długością i innymi parametrami wędzisk. Wędki różnią się od wcześniej opisanych metod akcją, długością, ciężarem rzutowym, techniką wykonania. Przynęty są diametralnie różne, bowiem przy metodzie spławikowo-gruntowej są pochodzenia naturalnego, często żywe. Ale zasadnicza odmienność tej metody, wyraźnie odróżniająca ją od pozostałych (z wyjątkiem metody podlodowej), polega na statycznej pozycji wędkarza, który obrawszy sobie miejsce wędkowania, popularnie zwane miejscówką, często wcześniej zanęconą, pozostaje na niej nawet parę lub paręnaście godzin w zależności od częstotliwości brań ryby. Różnica zaś między zestawem spławikowym a gruntowym polega na tym, że przy połowach na spławik przynęta może być podana również na powierzchni i na każdej głębokości wody lub na dnie, a spławik spełnia dwie funkcje: jako sygnalizator brań oraz wykorzystując wyporność spławika jako sposób na ustawienie głębokości położenia przynęty. Przy połowach na grunt przynęta zawsze leży na dnie, zaś najpopularniejszym sygnalizatorem brań jest zawieszony na szczytówce dzwoneczek lub na żyłce między przelotkami jakiś kilkugramowy, najlepiej obły przedmiot. Odmienną sygnalizację brań stosuje się w tzw. feederach. Jest nim elastyczna szczytówka, która podczas brania odchyla się lub przygina. Oczywiście wymaga to stałego napięcia żyłki. Istnieją też specjalne sygnalizatory elektroniczne, dające znać o braniu dźwiękiem i (lub) światłem.

- Metodą łowienia ryb, niejako wymuszoną przez niskie temperatury i zamarzanie akwenów jest wędkarstwo podlodowe. Wymaga ono sprzętu do wykonywania przerębli w lodzie (pierzchnia lub świder), zminiaturyzowanych wędek, małych kołowrotków lub zwijadełek oraz całej gamy specjalnych, sztucznych przynęt zwanych ogólnie mormyszkami, które są odmianą błystek wahadłowych i pilkerów. Niezależnie od przynęt sztucznych, do łowienia podlodowego używa się również przynęt naturalnych, przede wszystkim pochodzenia zwierzęcego. Często zamiast zamarzającego w wodzie spławika, jako sygnalizatora brań używa się tzw. „kiwoka”, tj. specjalnej sprężynki (szczecinki z karku dzika, stalowego drucika itp.) umocowanej na szczytówce wędziska, który wyraźniej niż spławik sygnalizuje nawet najdelikatniejsze branie ryby.

- I na koniec metoda trollingowa, która jest właściwie spinningiem, ale zamiast przeciągania wabiącej przynęty w pobliżu przewidywanych stanowisk ryb za pomocą ręcznego nawijania, szybciej lub wolniej, linki na kołowrotek, rolę „nawijacza” pełni przystosowane do tego urządzenie pływające (tratwa, ponton, kajak, łódka itp.) napędzane siłą mięśni ludzkich (wiosła) lub jakiegokolwiek, raczej małego silnika. Po prostu wypuszcza się za burtę odpowiednio długi odcinek linki z przynętą i ciągnie się z odpowiednią lub zmienną szybkością za środkiem pływającym.

### Pojęcie techniki wędkowania
Technika wędkowania to sposób posługiwania się wybranym zestawem wędkowym w trakcie łowienia ryb, obojętnie, jaką metodą odbywa się łowienie. Technika wędkowania zależna jest od bardzo wielu czynników występujących podczas łowienia ryb. Poniżej omówione są tylko te najbardziej charakterystyczne dla każdej z metod.
- Spinning. Technika łowienia wędką spinningową zależna jest przede wszystkim od rodzaju ryb, jakie zamierzamy łowić (szczupaki, sandacze, bolenie, sumy, łososiowate, czasem okazyjnie inne), następnie od charakterystyki łowiska, gdzie zamierzamy łowić (rzeka, jezioro, morze, zadrzewienie brzegów, roślinność i inne zawady na dnie), oraz od rodzaju przynęt sztucznych. Od powyższych warunków zależy technika wyrzutu przynęty: np. znad głowy, na łowiskach otwartych, wyrzutu bocznego spod ręki (spod siebie), na zalesionym brzegu lub na wąskiej rzece. Można też przyjąć inne kombinacje tych dwóch podstawowych sposobów wyrzutu, jak np. wyrzut z jednej lub obu rąk.

- Następnym rodzajem jest technika prowadzenia przynęty za pomocą kołowrotka, najczęściej o szpuli stałej, do której przywiązana jest maksymalnie długa linka z przynętą (kołowrotka o jednoosiowej, bezprzekładniowej szpuli ruchomej używają do spinningu czasem tylko wędkarze z najbardziej zapadłych rejonów różnych krajów np. w Rosji, najczęściej starsi i o skromnych zasobach finansowych). Techniki prowadzenia przynęty: powierzchniowe, wpół wody, denne, skokami, z opadu, pod prąd i z prądem rzeki oraz wszystkie tego warianty, uzależnione od rodzaju i ciężaru przynęty oraz charakterystyki łowiska.

- Mucha. Przy tej metodzie wędkowania, techniki łowienia są z pozoru podobne do powyższych, ale bardziej precyzyjne, powiem, wyrafinowane. Już sama technika wyrzutu, stawia wędkarzowi o wiele większe wymagania w nauce i praktyce, z uwagi na wielką rolę sznura muchowego, którego są trzy rodzaje, o różnym kształcie i wadze, mające wpływ na wyrzut i prowadzenie przynęty, a także inną nieco rolę kołowrotka muchowego, generalnie różniącego się konstrukcją od innych. Podstawowa technika wyrzutu zwanego „znad głowy” polega (w zależności od odległości celu wyrzutu) na rozwinięciu linki w powietrzu nad głową do potrzebnej długości, kilkoma jednostajnymi wymachami wędziska, i położeniu jej z muchą na końcu przyponu, jak najciszej w miejsce spodziewanego stanowiska ryby.

Trudnym wariantem tego rzutu jest rzut spod kija, którego główna zasada polega na tym, że linka nie leci nad głową i nad kijem, jak przy rzucie podstawowym, lecz pod kijem, do tyłu, tam się rozprostowuje i znów pod kijem przelatuje do przodu, przez cały czas nie dotykając wody. W zadrzewionym łowisku stosuje się technikę wyrzutu bocznego, czyli w płaszczyźnie przesuniętej o 90° w stosunku do rzutu znad głowy, a więc równolegle do płaszczyzny lustra wody.
- Jest jeszcze jedna technika wyrzutu: rzut skandynawski, będący modyfikacją rzutu znad głowy, ale nieco trudniejszy, gdyż wydłużanie linki przy wymachach odbywa się przy użyciu również lewej ręki, którą ściąga się linkę z kołowrotka, dla zmniejszenia jej oporu. Rzut taki stosuje się chcąc osiągnąć większe odległości. Najtrudniejszym chyba wyrzutem jest rzut rolowany. „Stosowany jest wtedy, gdy tuż za nami mamy jakąś przeszkodę: wysokie ogrodzenie lub zwartą ścianę drzew. Rzut polega na szybkim podciągnięciu do siebie linki po wodzie, nie podrywając jej całej w powietrze. Koniec linki ślizga się po wodzie. Linka leci pod szczytówką wędki, tworząc za nią niewielką pętlę. Nie pozwalamy jej przelecieć całej, zatrzymując gwałtownie ruch wędki i wypychamy ją półkolistym ruchem do przodu. Powstała z tyłu pętla przetacza się, tworząc koło toczące się wzdłuż linki”[1]. Na dużych rzekach, przeważnie w innych krajach stosowany też jest rzut łososiowy, polegający na poderwaniu bardzo długiej linki dwuręcznym wędziskiem na dwa tempa, przerzucenie jej całej do tyłu i po pełnym rozwinięciu rzucenie nad głową do przodu.

Technika prowadzenia linki jest też odmienna. Linkę z przyponem, na którego końcu uwiązana jest przynęta zaliczona do przynęt „muchowych” i boczny trok z dodatkową muchą ściąga się bowiem najczęściej ręką, czasem nawija na kołowrotek, gdy linkę wyrzucono na większą odległość. Kołowrotek w metodzie muchowej służy w zasadzie do magazynowania linki i holowania zapiętej już większej ryby. Przy bliższych odległościach wyrzutu, kołowrotka używa się rzadko. Często zdarza się potrzeba poprawienia celności rzutu lub ułożenia linki na wodzie. Poprawkę wykonujemy poderwaniem części linki z wody i nadrzucenie jej szczytówką w pożądane miejsce. Manewr ten możemy uczynić parę razy do skutku.
- Techniki łowienia metodą spławikowo-gruntową są najbardziej zróżnicowane, gdyż pomysłowość wędkarzy w tym zakresie przekracza wszelkie, kolejne granice. Pozornie drobne zmiany w konstrukcji sprzętu i w montażu zestawów, sprzętu pomocniczego oraz w przygotowaniu i sposobie podania przynęt, mają ogromny wpływ na rozwinięcie technik łowienia. Ma to swoje odbicie także w literaturze wędkarskiej, coraz bardziej specjalistycznej, monograficznej. Całe książki poświęcone łowieniu tylko jednego gatunku ryby, jednemu rodzajowi łowiska, jednej technice (sposobowi) wędkowania, jak i wymyślnym trikom i drobnym wynalazkom sprzętowym, usprawniających połowy. Każdy z tych elementów zmienia, rozwija i poszerza wachlarz technik wędkowania.

### Technika wędkowania w wodach stojących
Łowienie odległościowe (zwane też popularnie „metodą angielską”, a właściwie techniką angielską). Taką technikę stosuje się na odległości większej niż dwie długości wędziska z zestawem. Polega ona na zastosowaniu specjalistycznych wędzisk o cienkim blanku, długości najczęściej pomiędzy 3,9-4,5 m, o ugięciu parabolicznym, wadze rzadko przekraczającej 250 g i dużej (14-17 szt.) ilości przelotek. Stosowane są cienkie żyłki 0,08–0,16 mm i spławiki typu waggler. Łowienie odległościowe czasami nazywane jest łowieniem matchowym, a wędzisko matchówką.
- Łowienie ze spławikiem stałym jest najpopularniejszą techniką łowienia, stosowaną zwłaszcza przez dzieci i początkujących wędkarzy. Używa się jej na łowiskach o znanym sobie ukształtowaniu dna i głębokości raczej nie przekraczającej długości wędziska. Spławik jest przymocowany do żyłki dwupunktowo i ustawia się go na żyłce na dowolną, ale stałą głębokość, w granicach długości wędziska.

- Łowienie ze spławikiem przelotowym. Na łowiskach głębokich lub o nieznanej lub bardzo zróżnicowanej głębokości (niezgruntowanych) używa się spławika przelotowego, zamocowanego na żyłce za pomocą krętlika. Głębokość zanurzenia przynęty reguluje się stoperem nawleczonym lub zawiązanym na żyłce głównej w dowolnym miejscu, ograniczonym tylko głębokością łowiska. Tej techniki można używać łowiąc w większej odległości od brzegu krótszym wędziskiem (2,7–3,5 m) i na grunt bez spławika, który zastąpiony jest jakimkolwiek innym sygnalizatorem.

- Łowienie na żywca lub na martwą rybkę. Zestawy do łowienia na żywca mają na tyle wyporny spławik, aby żywiec nie mógł przekroczyć pewnej głębokości wody i ukryć się w podwodnej roślinności. Jeśli nie chcemy, aby żywiec zawlókł spławik w trzciny lub inne rośliny powierzchniowe lub wynurzone, stosuje się technikę „paternoster”, tj. na końcu żyłki głównej zawiesza się ciężkie (w zależności od wielkości żywca) obciążenie, natomiast sam żywiec pływa na bocznym przyponie, umocowanym do żyłki głównej za pomocą trójkącika ze stalowego drutu, którego boczne ramię jest dłuższe od długości miękkiego przyponu, po to, aby żywiec nie splątał przyponu z żyłką główną (ale i tak jakoś zawsze się po jakimś czasie splącze). Przy stosowaniu martwej rybki lub filetu systemiku „paternoster” raczej się nie używa, chyba że łowimy czasem w wodzie o szybkim uciągu.

- Łowienie feederem polega na użyciu ciężkiego wędziska z drgającą szczytówką, przystosowanego do łowienia z koszyczkiem zanętowym zawieszonym na końcu żyłki głównej, natomiast haczyk z przynętą umocowany jest na bocznym troku.

- Łowienie z drgającą szczytówką (winkelpicker, swingtip, quivertip). Podstawowa cecha wyróżniająca tę technikę od innych to brak spławika, który zastąpiony jest sygnalizatorem w postaci kawałka (30–50 cm) cienkiej (czułej) i wymiennej szczytówki z dwiema przelotkami, przymocowanej do właściwej szczytówki wędziska za pomocą przegubowego łącznika lub miękkiej gumowej rurki. Żyłka przechodzi przez wszystkie przelotki, ale pod ciężarem zwisającego sygnalizatora jest zgięta pod kątem prostym w stosunku do osi wędziska. Każde branie ryby powoduje odchylenie sygnalizatora od pionu i jego ruch. Techniki tej używa się, gdy sygnalizacja brań przez spławik jest niezauważalna np. z powodu dużej fali, braku widoczności (zmrok, mgła itp.). Sygnalizatory te są bardzo czułe.

- Łowienie techniką włosową na kulki proteinowe. Tej techniki używa się do łowienia ryb spokojnego żeru, najczęściej karpi, które są bardzo podejrzliwe i ostrożne, zwłaszcza w wodach o dużej presji wędkarskiej, gdzie wiele ryb było już skłutych. Do gołego haczyka głównego, o rozmiarze odpowiednim do danego gatunku ryby, dowiązuje się na cienką (0,6–0,8 mm), 2–3 cm długości żyłkę, na której mocowana jest specjalnie spreparowana i wysuszona (aby szybko nie rozmokła) kulka proteinowa. Ryba nie widząc zagrożenia w postaci grubszej żyłki lub wystającego z przynęty haka, żeruje mniej ostrożnie i wciąga do pyszczka przynętę, a wraz z nią i duży hak uwiązany do żyłki głównej.

### Technika wędkowania w rzekach i strumieniach o szybkim przepływie wody
- Łowienie na przepływankę z wysnuwaniem żyłki; z przytrzymywaniem; z dna. W rzekach o dużym uciągu wody i zarośniętych, trudno dostępnych brzegach stosuje się tzw. przepływankę, przy czym istnieje kilka sposobów prowadzenia żyłki z przynętą. Zarzucając zestaw (skrócony) pod prąd, w górę od wybranego stanowiska, prowadzi się go długim i sztywnym wędziskiem, możliwie z dala od zawad brzegowych i aby sięgnąć dalej w dół rzeki, czasem pod pochylone nisko drzewa, sięgające gałęziami lustra wody, wysnuwa się ręcznie żyłkę na odległość pozwalającą na skuteczne zacięcie i hol ryby. Jest to przepływanka z wysnuwaniem żyłki. Niektórzy prowadząc żyłkę lekko, co chwilę ją przytrzymują, aby spowodować również pionowy ruch przynęty i jej smużenie, gdy podejdzie do powierzchni i to jest drugi sposób – z przytrzymywaniem. Jeśli cięższą przynętę, lub obciążoną dodatkowo prowadzi się po dnie (bez większych zaczepów) lub tuż nad dnem, tę technikę nazywa się przepływanką z dna.

- Łowienie bolonką stosuje się przede wszystkim na rzekach o średnim i szybkim uciągu, na łowisku o dużej głębokości; wędka ze spławikiem, najczęściej teleskopowa, o długości 5-8 m, z przelotkami, o sztywnej akcji szczytowej, oburęczna. Spławik typu waggler, ale bardziej smukły, umocowany dwupunktowo i bez antenki.

- Łowienie na przystawkę ze spławikiem. Tę technikę stosuje się wtedy, gdy dostęp do wody jest bardzo utrudniony (strome burty, zadrzewione i zakrzaczone brzegi) i łowienie długą wędką jest niemożliwe. Technika ta polega na operowaniu krótką wędką z kołowrotkiem o szpuli stałej i zestawem spławikowym, w którym obciążenie nie pozwala na znoszenie zestawu pod brzeg, a przynęta leżąca na dnie lub poruszana prądem wody uwiązana jest na długim (50–100 cm) przyponie. Spławik, utrzymywany w jednym, mniej więcej miejscu przez obciążenie i szczytówkę, tylko sygnalizuje branie ryby.

- Łowienie powierzchniowe ze spławikiem, łowienie dotykowe. Technika ta polega na stosowaniu przynęty utrzymującej się na powierzchni wody na zestawie ze spławikiem i bez obciążeń, ale spławik nie służy do sygnalizowania brań (te widoczne są gołym okiem), tylko jako pływające obciążenie zestawu, mające ułatwić jego zarzucenie. Na tak podaną przynętę biorą najczęściej klenie, zbierające pokarm z powierzchni wody. Jeśli dostęp do wody nie jest bardzo utrudniony i można posługiwać się dłuższą wędką, nie używamy spławika, tylko podajemy przynętę (najczęściej konika polnego lub innego owada), zawieszoną na żyłce bez żadnych innych obciążeń, na dotyk, tj. dotykając przynętą lustra wody, imitując w ten sposób próbę odlotu owada, co bardzo prowokuje ryby nawet do wyskoku z wody za „uciekającym” pokarmem.

- Łowienie tzw. tyczką. (wyczynową, karpiową, uniwersalną). Zasady tej techniki opisane są w akapicie o technice łowienia na zawodach wędkarskich (tyczka wyczynowa, b. długa). Tyczka karpiowa bywa nieco krótsza i mocniejsza, z mocniejszym zestawem, zwłaszcza przyponem i żyłką. Tyczka uniwersalna jest wędziskiem i zestawem pośrednim, używanym do łowienia większych egzemplarzy również innych gatunków ryb.

- Łowienie z kulą wodną. Na płytkich, przezroczystych i często bystrych wodach, zamiast spławika, płoszącego w jakimś stopniu ryby, używa się częściowo napełnioną wodą (ale pływającą) kulę z przezroczystego tworzywa, której nie widzą i nie obawiają się ryby.

- Łowienie z pałeczką tyrolską. W celu głębokiego prowadzenia lekkiej przynęty w wodzie o szybkim uciągu do żyłki głównej dowiązuje się boczny trok z rurką z tworzywa sztucznego, obciążoną w wolnym końcu ołowiem. Taką pałeczkę ciągnie prąd wody po dnie, a lekka przynęta spływa trochę wyżej wabiąc ryby tam żerujące. Technika ta jest zabroniona przy łowieniu na muchę, której nie wolno dodatkowo obciążać.

- Technika wędkowania na gruntowych zawodach wędkarskich. O ile w łowieniu indywidualnym używa się stosunkowo niezbyt wiele zanęty i tylko przy metodzie spławikowo-gruntowej, to na zawodach rozgrywanych tą metodą podstawą sukcesu jest ilość użytej czasem dziesiątków kilogramów zanęty. Zanęty używa się przede wszystkim do ściągnięcia i utrzymania w swoim sektorze jak największej ilości ryb. Ponieważ podczas zawodów nad brzegiem panuje dość znaczny ruch (sędziowie, obserwatorzy, goście i gapie) i ryby trzymają się raczej dalej od brzegu, do łowienia używa się wędzisk o znacznej długości, dochodzących nawet do kilkunastu metrów, o specjalnej konstrukcji blanku, na tyle lekkiego, aby zawodnik mógł bez większych trudności nim manewrować i na tyle wytrzymałego, aby nie uległ złamaniu przy holowaniu większej ryby. Wędzisk tych (których cena może dochodzić i do 25 tys. zł), kolokwialnie zwanych tyczkami używa się na ogół bez kołowrotka, ale z gumowym amortyzatorem. Części wędziska są nasadowe, które rozmontowuje się i odkłada na stojak w czasie holu zaciętej ryby, a montuje przy ponownym zarzucaniu zestawu, w którym używa się raczej haczyka bezzadziorowego.

## Literatura
- Kolendowicz Jacek, Zalewski Tadeusz Wędkarstwo gruntowe cz. I, Warszawa 1997, ISBN 83-7073-099-X.
- Kolendowicz Jacek, Wędkarstwo spinningowe, Warszawa 1995, ISBN 83-7073-086-8.
- Sikora Adam, Wędkarstwo muchowe, Warszawa 1997, ISBN 83-7073-142-2.